# Beleg van Wesenberg

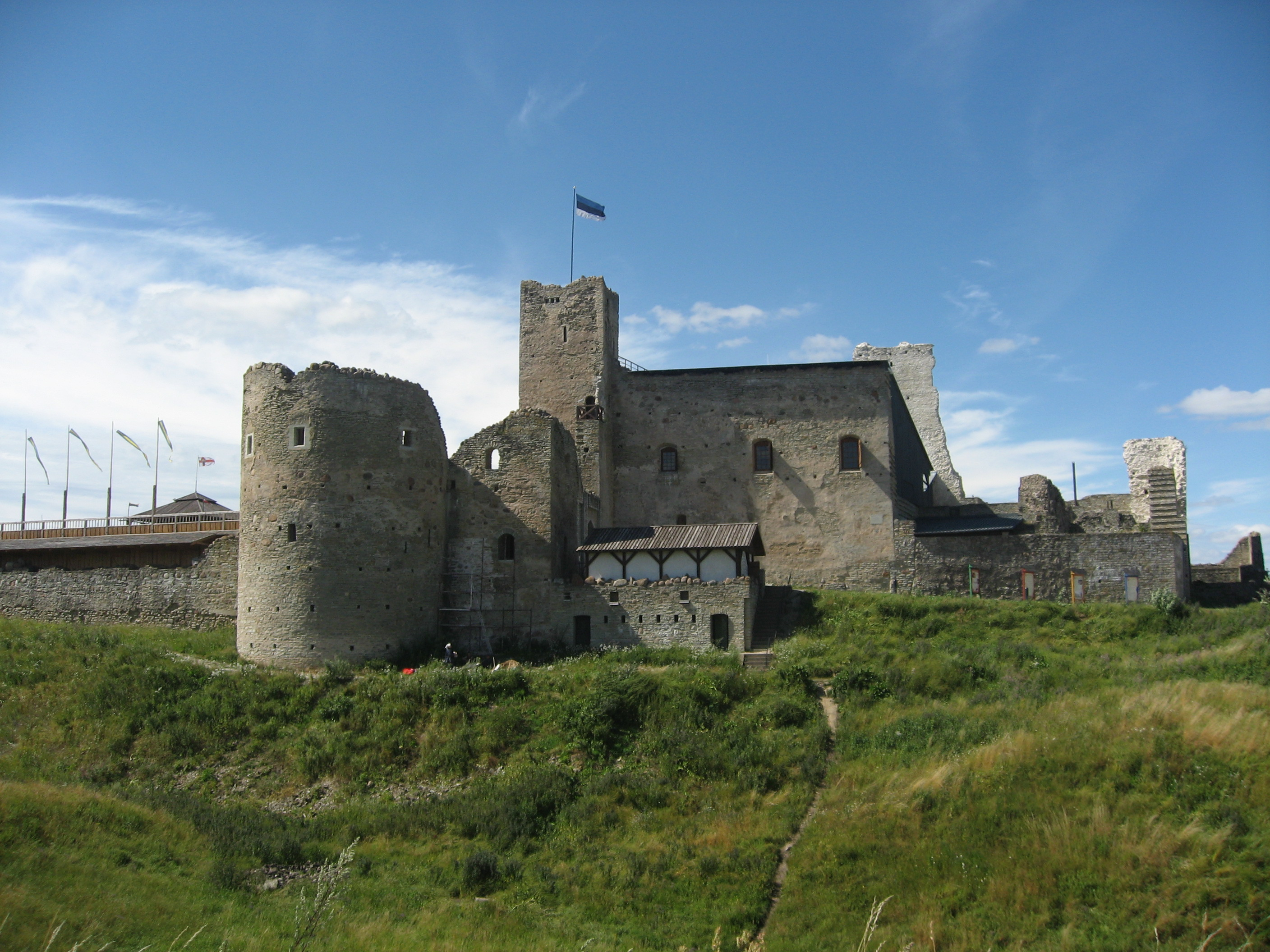
Het kasteel Wesenberg (Rakvere) vandaag de dag.

Het Beleg van Wesenberg was een mislukte belegering van Zweden op de stad Wesenberg (Rakvere) tijdens de Lijflandse Oorlog. Het beleg duurde van januari tot maart 1574. Het beleg is bekend geworden door een vechtpartij en de daaropvolgende gevechten tussen de Duitsers en Schotten binnen de belegeraars. Wesenburg is later tijdens een nieuwe aanval ingenomen in 1581.

## Begin
Het verdrag van Stettin had formeel een einde gemaakt aan de Zevenjarige Oorlog, toch de Lijflandse Oorlog rond de Oostelijke Baltische kust. Wesenberg was een Russisch bolwerk, gelegen tussen het Zweedse Reval en het door Rusland ingenomen Narva. Koning Johan III van Zweden werd geconfronteerd met het Russisch offensief op de posities van Zweden. Reval doorstond de Russische belegering in 1570 en 1571, maar andere steden werden door de Russen ingenomen. Johan III wilde een vergeldingscampagne tegen de Russen en verzamelde een leger met daarbij ongeveer 4500 Schotten. Het leger werd in kleinere groepen opgedeeld en marcheerde naar de oostkust. Het achterstallige loon leidde ertoe dat enkele huurlingen gingen plunderen op het platteland. Bij hun aankomst in Stockholm werden ze verscheept naar Reval. In september kwamen ze daar aan, samen met de Finse en Zweedse soldaten en de Duitse huurlingen. In november vertrok het leger onder leiding van Klas Åkesson Tott en in het veld onder commando van Pontus de la Gardie. De mars werd opnieuw vertraagd, omdat de Schotse huurlingen per maand betaald wilden worden. Hierdoor moest de la Gardie een deel van zijn sieraden verkopen.

## Het beleg
In januari 1574 werd Wesenberg twee keer bestormd, maar zonder succes. Op 2 maart 1574 begon de derde aanval. Het plan was om tunnels te graven onder de stad en die dan in de brand te steken. De Zweden verloren toen meer dan 1.000 mannen. De la Gardie trok verder naar de steden Tolsberg (Toolse) en Dorpat (Tartu). 
Ondertussen brak er een ruzie uit onder de belegeraars. De Duitsers gaven de Schotse huurlingen de schuld dat het beleg mislukte, omdat de Schotten niet genoeg gesteund zouden hebben. Op 17 maart 1574 brak er een grote vechtpartij hierdoor uit onder de Duitsers en de Schotten. Eerst wilde een Duitse officier ingrijpen, maar dit was niet succesvol en de vechtpartij groeide uit tot een ware strijd.  Toen de bevelhebbers van het beleg gevlucht waren, waren de Schotten overweldigd. Ze schoten op de Duitsers die riposteerden. De Zweden en de overige Duitsers stonden te kijken zonder actie te ondernemen. Het resultaat was dat er 30 Duitsers en 1.500 Schotten omkwamen. 
Uiteindelijk werd het beleg afgebroken in maart en werd het leger teruggetrokken.